# Martin Olsen Nalum
Fredrik Anton Martin Olsen Nalum, född 13 maj 1854 i Brunlanes, död 19 januari 1935 i Hedrum, var en norsk politiker. 
Nalum utexaminerades 1872 från Asker seminarium, var verksam som lärare och jordbrukare i hembygden. Han tillhörde 1883–1916 (sedan 1892 som ordförande) herredsstyret och var medlem av styrelsen för NSB från 1912. Han var ledamot av alla storting sedan 1906, vald av Venstre, och en av de mest framträdande bonderepresentanterna samt var president i Stortinget 1916 och i Odelstinget 1920–21.
Tiden juli 1916 till maj 1920 var Nalum arbetsminister i Gunnar Knudsens andra ministär och juni 1921 till mars 1923 kyrkominister i Otto Blehrs ministär. Han framställde 1921 i Stortinget en interpellation om skolkommissionens sammansättning, som hade till följd ministären Otto Bahr Halvorsens avgång i en för landet oläglig stund, då man höll på med traktatavtal med vinländerna, och han blev starkt kritiserad därför. Vid stortingsvalen 1924 blev han ej uppställd som kandidat.